# Franco Fanuzzi
Franco Fanuzzi (Taranto, 16 luglio 1922 – Roma, 8 maggio 1974) è stato un imprenditore italiano.
Imprenditore edile affermato a livello nazionale, fu presidente della squadra di calcio Brindisi Sport dal 1966 al 1974, portandola dalla Serie D alla Serie B in pochi anni. Perse la vita stroncato da un infarto durante un soggiorno a Roma per motivi lavorativi. A lui è intitolato lo stadio comunale della città di Brindisi, lo stadio Franco Fanuzzi.

## Biografia

### La morte
All’alba dell’8 giugno 1974 giunse da Roma la notizia della morte del commendatore Franco Fanuzzi. La notizia fece subito il giro della città: Fanuzzi, nella capitale per impegni di lavoro, era improvvisamente deceduto a 54 anni di età a seguito di un malore.
La salma del commendatore giunse a Brindisi nel primo pomeriggio del giorno seguente e la camera ardente fu allestita nello studio privato di casa Fanuzzi, nella centralissima via Mazzini, dove, senza interruzione, fino alla mattina del venerdì 10 maggio si calcola che non meno di 10 000 brindisini resero l'ultimo saluto al commendatore. Numerose furono le espressioni di cordoglio giunte alla famiglia e alla società da ogni luogo d'Italia, da parte dei presidenti, dei tecnici e dei dirigenti di squadre di Serie A, B e C, oltre che da parte dei vertici della Lega e della Federazione. 
I funerali ebbero luogo quello stesso venerdì, partendo dall'abitazione del defunto per poi essere celebrati nella cattedrale; al corteo prese parte una folla commossa formata da una moltitudine di persone, che seguirono il feretro o che rimasero ammassate ai bordi delle strade. Una cinquantina di corone di fiori precedevano il carro funebre, sorrette dai calciatori del settore giovanile in tuta, mentre alla destra ed alla sinistra del feretro erano schierati i calciatori della prima squadra. Dietro il feretro la vedova, signora Margherita, in lacrime, con i figli Mimmo e Raffaela ed i parenti stretti, subito dopo gli allenatori Vinicio, Di Marzio, Rubino, Castignani e Renna e i presidenti delle altre società pugliesi. Folta anche la presenza di politici locali, con l'onorevole Italo Giulio Caiati in testa e al suo fianco l'onorevole socialista Mario Marino Guadalupi, già calciatore del Brindisi nei suoi anni verdi; fra loro anche il giornalista e politico Domenico Mennitti (futuro parlamentare italiano ed europeo e poi sindaco di Brindisi), già stretto collaboratore, quale dirigente sportivo, del Brindisi Sport. La messa funebre fu celebrata, in un clima di commozione generale, dal sacerdote più noto dell’epoca, don Pizzigallo, universalmente noto come papa Augusto, amico personale di Papa Giovanni XXIII, il quale, nell’omelia, ricordò Franco Fanuzzi non solo come coraggioso e valoroso dirigente sportivo, ma anche come imprenditore di eccezionali capacità, uomo estroso, imprevedibile e di forte temperamento, ma, soprattutto, come persona molto buona e generosa verso il prossimo. Una immensa folla accompagnò il feretro al cimitero e dopo la tumulazione un senso di vuoto e di angoscia si impossessò dei tifosi e dei calciatori brindisini rimasti improvvisamente "orfani" del commendatore.
La squadra onorò la restante parte del campionato da onorare, battendosi nelle ultime sei giornate per ottenere la salvezza e non compromettere quanto di buono era stato fatto; a prendere in mano la situazione ci pensò il giovane figlio di Fanuzzi, l’allora ventiseienne Mimmo, che tentò di proseguire il lavoro cominciato dal padre con alterne fortune, prima di un lento declino.
Lo stadio comunale, che dalla caduta del fascismo era rimasto per oltre mezzo secolo senza nome, fu intitolato, con delibera del consiglio comunale del 18 gennaio 2000, al commendatore Franco Fanuzzi, "benemerito della città".

## Presidenza del Brindisi
Fanuzzi divenne presidente del Brindisi nell'agosto del 1966, facendosi carico di tutti i debiti della polisportiva Brindisi Sport, che allora navigava in Serie D, nel totale anonimato. L'allora presidente Michelangelo Aquaro, che con sacrifici personali ne aveva retto le sorti negli ultimi tre anni, non ne poté più e decise di passare la mano. Nel silenzio generale si fece avanti l’allora quarantacinquenne costruttore edile Franco Fanuzzi, animato da passione per il calcio, il quale rilevò l’intero pacchetto societario, accollandosi ogni debito, e diede subito il via alla ristrutturazione sia della sede della società, quella storica di via Vanini, sia della squadra e della maglia, istituendo, lui per primo, la simbolica V sul petto, interpretata da tutti come simbolo di vittoria, e generando subito l’entusiasmo della gente di Brindisi, che affollò l’impianto di via Benedetto Brin fin dalla prima partita del campionato 1966-1967.
Il commendatore Fanuzzi promise subito la vittoria del campionato e per raggiungere l’obiettivo dell’immediato ritorno in Serie C ingaggiò l’allenatore barese Lillino Morisco, a cui affidò una squadra composta da fuoriclasse per la categoria. Al termine della stagione 1966-1967 la formazione biancazzurra si piazzò prima in classifica dopo aver vinto agevolmente il campionato di Quarta Serie, con 57 punti ottenuti in 34 partite, grazie a 24 vittorie, 9 pareggi ed una sola sconfitta, 54 reti realizzate e solamente 6 subite. 
Tuttavia il presidente del Chieti, piazzatosi secondo, denunciò alla Federazione un “tentato” illecito: un premio in denaro promesso al portiere Campanini del Toma Maglie al duplice scopo di “incentivare” il giocatore (partita Chieti-Toma Maglie del 14 maggio) e di corromperlo (partita Toma Maglie-Brindisi del successivo 21 maggio).
L’accusa era ingiusta secondo la tesi difensiva della società brindisina, la quale non aveva interesse a combinare un incontro poiché aveva l’attacco più forte del campionato e doveva giocare contro il Maglie, che aveva una delle difese peggiori, alla penultima di campionato, quando i giochi promozione erano ormai fatti e la squadra brindisina era già virtualmente promossa nella serie superiore. Il verdetto di colpevolezza fu confermato anche in appello, nonostante il portiere avesse ritrattato la sua deposizione.
Anni dopo si seppe che la somma che Campanini aveva ricevuto era di ben quattro milioni di lire, ma che a corrispondergliela non era stato il Brindisi, bensì il Chieti, perché rendesse quelle false dichiarazioni di fronte agli organi inquirenti della Federcalcio, ma ormai era troppo tardi per pretendere giustizia.
La decisione della Federazione scatenò la rabbiosa protesta dei brindisini, che giunsero a proclamare per il 19 settembre 1967 (giorno del giudizio di appello) uno sciopero generale e una manifestazione a piazza Vittoria, a cui presero parte oltre cinquemila persone, mentre altre mille si recarono alla stazione ferroviaria dove bloccarono tutti i treni.
Tale eclatante protesta ebbe vasta eco sui giornali, non solo sportivi.
Franco Fanuzzi non si diede per vinto e, nonostante lo choc per la decisione della Federazione, rilanciò il progetto, allestendo nuovamente una squadra forte che vinse a mani basse il campionato.
Infatti il successivo campionato di serie D 1967-1968 fu vinto con autorevolezza: la squadra fu affidata a mister Castignani, che l’anno prima aveva allenato proprio il Chieti; la formazione tipo era: Bandini, Martinelli, Bellan, Di Serio, Pieri, Pagani, Minervini (o Trevisan), Chiriatti, Mattioli, Pierdiluca, Ghersetich. 
Fu una cavalcata trionfale: il Brindisi terminò il campionato a quota 54 punti, ben 9 in più del Bisceglie, secondo classificato, frutto di 21 vittorie, 12 pareggi ed una sola sconfitta, 56 gol fatti ed appena 13 subiti; questa volta la gioia della promozione ed i festeggiamenti si ripeterono ancor più spettacolari e coinvolgenti rispetto all’anno precedente.
Nel primo campionato di Serie C dell’era Fanuzzi, il 1968-1969, in panca fu confermato Castignani; l’inizio non fu dei migliori, ma dopo l'inserimento di alcuni innesti di qualità tra cui la punta Renato Campanini, che mise a segno ben 17 reti, il Brindisi si lanciò in un lungo ed appassionante inseguimento alle prime posizioni, che terminò con un terzo posto a 4 punti dalla vetta. Nella stagione successiva, quella 1969-1970, non c’era più Campanini, passato all’Ascoli (dove fece fortuna, arrivando fino alla massima serie nazionale), ma al suo posto giunse il leccese Mimmo Renna, il quale aveva calcato anche palcoscenici importanti in Serie A, vestendo per cinque stagioni consecutive la maglia del Bologna. I biancazzurri allenati all’inizio, con risultati deludenti, da Lillino Morisco ed in corso di campionato, con un finale travolgente, da Luís Vinício, si classificarono secondi, lottando fino all’ultima giornata per la promozione, andata alla Casertana per due punti. Dopo due ottime stagioni, la terza annata in Serie C, secondo i programmi di Fanuzzi, doveva essere quella del gran balzo nel gotha del calcio nazionale, ma il Brindisi,  allenato nelle prime gare dal rientrante Castignani con scarsi risultati, deluse le aspettative del commendatore, che rimpiazzò l'allenatore, come si usava all’epoca, affidando la conduzione tecnica della squadra al calciatore più esperto e rappresentativo, cioè a Mimmo Renna, che, grazie a un recupero finale, colse un onorevole terzo posto. 
Nel corso di quella stessa estate il commendatore richiamò in panchina Vinicio e rinforzò, senza smantellarla, la squadra, facendo tornare in biancazzurro lo stopper Flavio Fiorini, il quale, dopo tre ottimi campionati e 93 partite nel Brindisi fra il 1968 ed il 1970, si era guadagnato un posto da titolare nella Reggina, in Serie B.  Sempre da Reggio Calabria giunsero l’ala Gianni Comini e il centrocampista Salvatore Lombardo (curiosamente nato a Brindisi, ma semplicemente perché in quel momento i suoi genitori siracusani erano a bordo di una nave in transito nel porto pugliese), chiamato "mister 100 milioni" perché tanto costava il suo cartellino, mentre dal Matera arrivò il grintoso centrocampista Diego Giannattasio e dalla Lazio il centravanti Mario Tomy. Questi calciatori si aggiunsero ad un gruppo già forte ed omogeneo, composto dai portieri Giorgio De Rossi e Giuseppe Maschi, dai terzini Tonino La Palma, brindisino, e Aldo Sensibile, dal libero Mario Cantarelli,  dal mediano Mario Brugnerotto, al decimo campionato con la maglia del Brindisi, dai centrocampisti Franco Castelletti, Mimmo Renna, il veterano del gruppo con i suoi 35 anni, e Michele Mazzei, dal centravanti Bernardino Cremaschi, soprannominato Bleck l’invincibile, e dall’ala Giorgio Girol. A fine novembre giunse il centravanti che avrebbe segnato in positivo il campionato 1971-1972, Giancarlo Ferrari, che nei sei mesi in cui giocò col Brindisi segnò ben 12 reti, segnando la storia del calcio cittadino.
La vittoria del campionato fu significativa perché ottenuta ai danni dei cugini e rivali del Lecce. Il giorno della festa fu il 4 giugno 1972, quando il Brindisi affrontava in casa il Potenza, mentre il Lecce, distanziato di tre punti a tre giornate dalla fine, giocava in trasferta: i biancazzurri fecero a pieno il proprio dovere battendo i lucani per 4-1, con reti di Lombardo e Cantarelli e doppietta di Cremaschi e quando, pochi minuti dopo il triplice fischio, ai diecimila che affollavano le tribune del Benedetto Brin, rimasti fermi e col fiato sospeso, lo speaker comunicò che il Lecce aveva perso ed il vantaggio in classifica era divenuto incolmabile, un boato prolungato si levò al cielo di Brindisi, promosso in Serie B.
La festa si diffuse in città, dove ai diecimila che erano stati allo stadio si aggiunsero almeno altre ventimila persone, che scesero in piazza o si affacciarono dai balconi per manifestare il proprio giubilo.
La promozione del Brindisi in Serie B, al termine della stagione 1971-1972, vide come protagonisti De Rossi, Sensibile, Lapalma; Cantarelli, Fiorini, Castelletti; Renna, Giannattasio, Ferrari, Lombardo e Cremaschi, ma anche i rincalzi Maschi, Comini, Girol, Tomy, Mazzei, Bellan e Longo, vale a dire i diciotto calciatori che componevano la striminzita rosa che, magistralmente guidata da Vinicio, era approdata nella cadetteria nazionale. 
L’amministrazione comunale già da qualche anno si stava adoperando per “favorire”, più o meno indirettamente, la locale squadra di calcio: negli anni passati la CISET di Franco Fanuzzi aveva proposto, in cambio dell'area resa libera dal Verdi, la costruzione di un grande teatro nel rione di San Pietro degli Schiavoni, proprio lì dove era stata appena riportata alla luce un'insula della Brindisi romana, consistente in un tratto di cardine lungo 55 metri con resti di edifici e pavimenti musivi. Inizialmente su quell’area doveva essere costruito il nuovo tribunale, posto proprio di fronte alla vecchia corte d’assise situata nel palazzo Granafei-Nervegna, ma, una volta avvenuta questa importante scoperta archeologica, si rinunciò a costruire il nuovo palazzo di giustizia. La stessa remora non si ebbe quando si trattò di acconsentire allo scambio proposto da Fanuzzi che, nell’occasione, fece presentare un originale progetto all'architetto romano Enrico Nespega: un'imponente struttura d'acciaio sospesa sugli scavi archeologici, il che rendeva in qualche modo fruibili gli scavi archeologici. Nell’area riveniente dalla demolizione del vecchio Verdi, nella centralissima piazza Cairoli, Fanuzzi edificò un grande palazzo che per un quarto di secolo ha ospitato i magazzini Upim.
La civica amministrazione cominciò immediatamente, all’indomani della promozione, anche i lavori di ampliamento del campo sportivo e, nel volgere di soli tre mesi, ne raddoppiò la capienza, portandola a 18 000 spettatori.
Contemporaneamente Fanuzzi adeguò la squadra al più impegnativo campionato di Serie B, senza, però, stravolgerla: fu confermato il tecnico brasiliano Vinicio, furono ingaggiati un buon portiere da Serie A quale era Rosario Di Vincenzo, uno stopper di qualità da piazzare davanti alla difesa quale Beppe Papadopulo, un regista in grado di far girare al meglio la squadra come Roberto Franzon ed un’ala di qualità come Paolo Franzoni; a campionato iniziato sarebbe tornato a Brindisi, su pressanti richieste di Vinicio e per la gioia dei tifosi, anche Gigi Boccolini.
In Coppa Italia il Brindisi si comportò più che bene, terminando al secondo posto del girone alle spalle del Napoli e permettendosi il lusso anche di sconfiggere la Lazio per 1-0 sul neutro di Taranto, essendo il Comunale di Brindisi indisponibile per i lavori di rifacimento.
Il giorno dell’esordio casalingo di campionato, il 24 settembre 1974, sotto un caldo acquazzone tardo estivo, tutto era pronto alla perfezione, anche se si era lavorato alacremente fino alla sera precedente per sistemare le ultime cose. Fu un esordio memorabile, con il Brindisi che sconfisse il Novara per 3-0 di fronte a oltre 10 000 spettatori provenienti da ogni parte della provincia ed anche dai paesi del nord-leccese. Quella stagione andò ben oltre ogni più ottimistica previsione, con 12 vittorie, 17 pareggi e 9 sconfitte, 32 reti realizzate e 24 subite: il Brindisi guadagnò la settima posizione a quota 41 punti, terminando il campionato nettamente davanti a Bari (-5) e Taranto (-8).
Per la stagione successiva il Brindisi dovette fare a meno di Luis Vinicio, andato al Napoli, che lo voleva in Serie A per allestire una squadra da scudetto; fu lo stesso Vinicio a suggerire l’ingaggio come tecnico del giovanissimo Gianni di Marzio, già suo vice ai tempi in cui guidava l'Internapoli in Serie C.
Vi era la necessità svecchiare e rinnovare la squadra, al fine di migliorare il settimo posto in Serie B, per cui molti calciatori a cui la piazza era profondamente affezionata, come Tomy e Cremaschi, autori di 5 reti ciascuno nella stagione precedente, e Castelletti, dovettero partire, in quanto ritenuti non adatti ad un campionato cadetto di vertice. Renna si ritirò dall'attività agonistica e lasciarono il club pure Franzon e, dopo qualche giornata di campionato, Paolo Franzoni, voluto dalla Lazio in Serie A; giunsero Fiorillo, Abbondanza, Moro, Fiorillo e l’attaccante Pietro Michesi, il quale avrebbe dovuto garantire maggiore prolificità offensiva, mentre rimasero al loro posto Di Vincenzo, con i suoi vice Maschi e Novembre, Sensibile, La Palma, Cantarelli, che ereditò da Renna la fascia di capitano, Papadopulo, Giannattasio e Boccolini.
Il rinnovato Brindisi andò forte in Coppa Italia, battendo due squadre quotate come il L.R. Vicenza e il Cagliari, senza dover pagare dazio alla ricerca di amalgama fra i nuovi ed i vecchi calciatori. In campionato tenne un passo celere fino al 9 dicembre del 1973, quando, al termine dell’undicesima giornata del girone di andata, dopo aver sconfitto il Parma per 2-1, era primo in classifica. La gente sognava la Serie A, ma le nubi erano all'orizzonte; in panchina quel giorno sedette la vecchia gloria del calcio biancazzurro Raffaele Pierini, in quanto l’immediata vigilia del match era stata scossa dalla notizia del grave incidente automobilistico che aveva coinvolto Gianni Di Marzio che, disobbedendo alle consegne della società, si era allontanato da Brindisi per raggiungere per qualche ora la famiglia a Castellammare di Stabia. A causa di quell'episodio i rapporti fra il tecnico ed il presidente si raffreddarono notevolmente e di tutto ciò ne risentì la squadra, che cominciò a perdere colpi e, soprattutto, partite. Fu quasi inevitabile l'esonero dell'allenatore campano e l’arrivo in panca di Egizio Rubini alla ventiduesima giornata, con la squadra che si stava avvicinando pericolosamente alla zona retrocessione specie allorquando, dopo ben tre sconfitte consecutive a Parma (4-0), in casa contro il Varese (1-2) e a Brescia (1-0), si ritrovò ad un passo dal baratro.

## Vita privata
Franco Fanuzzi era sposato con Margherita e aveva due figli, Cosimo e Raffaela.

## Nella cultura di massa
"Fanuzzi era una persona generosa e disponibile, ma aveva la capacità di incutere terrore ai suoi giocatori solo guardandoli, soprattutto per la sua stazza – racconta Tonino Carriero, amico e braccio destro del commendatore durante gli anni della sua presidenza. "Non guardava in faccia nessuno e dopo ogni errore prendeva i dovuti provvedimenti, ma è proprio per questo suo modo di fare che si è tolto molte soddisfazioni sia nel panorama lavorativo che nel panorama calcistico".